# Simfonia núm. 2 (Nielsen)
La Simfonia núm. 2 en si menor, op. 16, CNW 26, Els quatre temperaments de Carl Nielsen és una composició orquestral escrita entre 1901 i 1902. Es va estrenar al palau Odd Fellows de Copenhaguen l'1 de desembre de 1902 amb el mateix compositor dirigint la Societat Danesa de Concerts. La durada és d'uns 32 minuts. La va dedicar a Ferruccio Busoni.

## Història
Segons el manuscrit de l'impressor del primer moviment, Nielsen va començar a compondre la Segona Simfonia el desembre de 1901, mentre treballava com a segon violinista a l'Orquestra de la Capella Reial (més tard coneguda com l'Orquestra Reial Danesa). També estava treballant en la primera òpera, Saul og David. El progrés va ser lent, i Nielsen no va acabar la seva obra fins al novembre de 1902, just una setmana abans de la primera actuació i es va estrenar tres dies després de l'òpera.
Passaria aproximadament una dècada des de la composició de la primera, abans que Nielsen es preparés per a compondre una segona simfonia. D'aquest lapse de temps queden poques dates i ocasions per a recordar respecte a la biografia del músic danès. El 1908 va succeir a Svendsen com a director del Teatre Reial fins al 1914, quan va reemplaçar al seu mestre Niels Gade com a director de la Societat Musical. Allí romandrà fins a 1927, quan la seva salut comença a decaure, mentre que en la direcció del Conservatori romandrà des de l'octubre de 1915 fins al 1931, any de la seva sobtada i prematura mort. També va fer alguns viatges a l'estranger que van ser importants des del punt de vista professional: el 1912 Nielsen va ser a Amsterdam per a dirigir l'Orquestra del Concertgebouw i a l'any següent a Stuttgart on va assumir la direcció de l'Orquestra de la Tonhalle.
La Segona Simfonia va ser escrita en el període 1901-1902; és la primera a portar subtítol i és sens dubte la més coneguda de les sis compostes per Nielsen. Va néixer en unes circumstàncies molt particulars, com explica el mateix autor en una nota il·lustrativa, que aclareix també l'origen del subtítol. Un dia, Nielsen va anar amb la seva esposa Anne Marie Brodersen i alguns dels seus amics a un restaurant en Zelàndia. En les parets de la sala penjaven uns quadres que quatre personatges que representaven els temperaments de l'home: el colèric, el flegmàtic, el melancòlic i el sanguini. Tots ells basats en la teoria medieval dels humors que regulen el cos humà. Va ser sobretot el retrat del colèric el que va cridar l'atenció de Nielsen i li va servir d'inspiració per a la composició d'una nova simfonia. No obstant això, no es pot creure que Nielsen fos un músic fascinat per la música programàtica; més aviat al contrari. Encara que la majoria de les seves simfonies porten subtítol, va declarar que «la música només pot entendre's musicalment» i va afegir expressament: «No m'agrada la música de programa». També en el seu llibre autobiogràfic Levende Musik (Música viva) Nielsen va expressar la seva oposició a atribuir significats extramusicals a la música: parlant de Richard Wagner, va declarar que considerava el gran compositor d'òpera alemany com el geni musical més gran del segle xix però no apreciava l'ús que feia del leitmotiv que li feia «una impressió gairebé còmica».

### Representacions

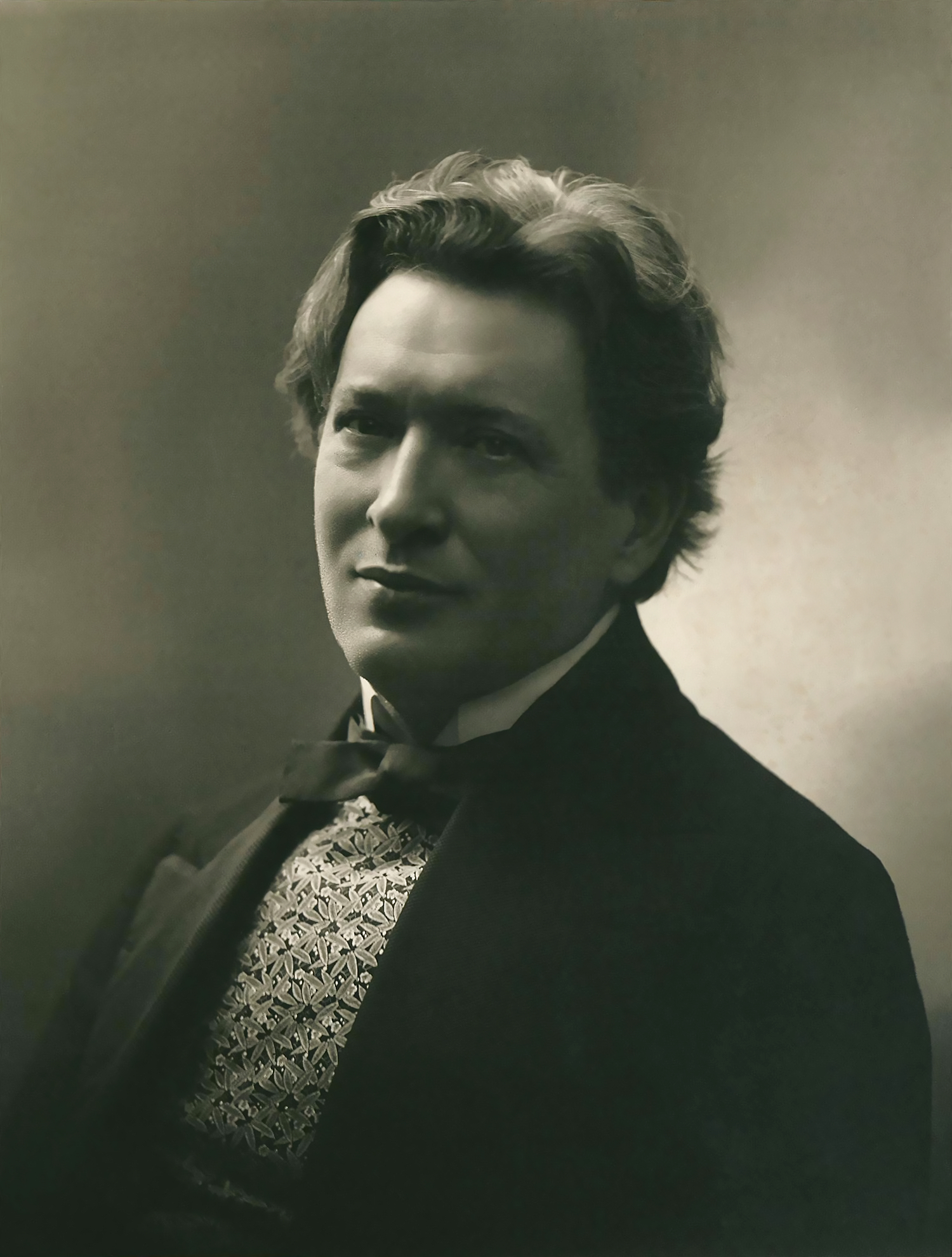
Ferruccio Busoni, el 1913, a qui anava dedicada

La Segona Simfonia es va interpretar per primera vegada l'1 de desembre de 1902 sota la direcció del mateix Nielsen a l'Associació Danesa de Concerts de Copenhaguen. Tot i que va ser ben rebuda pel públic, les crítiques van ser dispars. El compositor i crític danès Leopold Rosenfeld la va qualificar de "«suite d'estats d'ànim per a orquestra»" més que no pas una simfonia. I va afegir: «El que és especialment captivador d'aquestes il·lustracions musicals és la capacitat del compositor per barrejar colors, que no deixa passar cap oportunitat d'exercitar l'orella atenta. De vegades, però, els colors són molt brutals i, en la seva cruesa, travessen fàcilment la línia estètica».
Henrik Knudsen, amic de Nielsen, va fer una adaptació per a piano a quatre mans, i tots dos van marxar a Alemanya per promocionar-la. El gran pianista i compositor Ferruccio Busoni, a qui (com Jean Sibelius) li unia un llaç de sincera amistat, des de la seva primera trobada a Leipzig el 1891, va prometre organitzar una actuació a Berlín. En agraïment, Nielsen li va dedicar la simfonia. El 5 de novembre de 1903, el mateix Nielsen la va dirigir amb la Filharmònica de Berlín. Tot i que a Copenhaguen les crítiques havien estat bastant positives, a Berlín va ser durament criticat. L'acollida va ser tan negativa que, per primera vegada, va perdre la motivació i va trobar dificultats per tornar a compondre.

## Instrumentació
- 3 flautes (la 3a també flautí)
- 2 oboès (el 2n també Corn anglès)
- 2 clarinets en la i si bemoll
- 2 fagots
- 4 trompes en fa
- 3 trompetes en fa
- 3 trombons (2 tenors, 1 baix)
- tuba
- timbales
- cordes

## Estructura
Encara que manté la seva estructura formal tradicional, la Segona Simfonia presenta un major grau de concentració i forma orgànica que la Primera Simfonia; a més, cal recordar que Nielsen en expressar musicalment les seves idees s'aparta del model de la simfonia programàtica de Richard Strauss, ja que el músic danès es manté fidel al seu ideal de compondre música pura.
- I. Allegro collerico

El primer moviment està inspirat en el retrat de l'home colèric, que en el quadre es representava, segons la descripció del mateix Nielsen, com "un home a cavall que, amb l'espasa desembeinada, envestia a l'aire salvatgement: els seus ulls semblaven sortir de les seves òrbites i el pèl li queia sobre la cara. El moviment, explica Nielsen, «comença impetuosament amb un tema que es desenvolupa paral·lel a un altre més curt en el clarinet i es converteix en una fanfàrria que desemboca en el segon tema Cantabile i Espressivo, aviat interromput per figuracions violentes i sobresalts rítmics. Després d'una pausa, el segon tema es desenvolupa amb major alè i energia que s'esvaeixen gradualment a l'inici del desenvolupament... Finalment, arribem a una coda amb passatges vehements de les cordes i el moviment acaba en el mateix to inicial« Si l'atac imperatiu pot recordar la introducció de Don Juan op. 20 de Strauss, Nielsen encara es distingeix del músic bavarès per l'ímpetu agressiu més que cavalleresc del personatge retratat.
- II. Allegro comodo e flemmatico

El personatge retratat en el segon moviment és, precisa Nielsen, "un jove d'ulls blaus, robust i confiat... amb una expressió serena, però no satisfeta de si mateix, sinó amb alguns trets lleument melancòlics". Escolta el cant dels ocells, la veu de la naturalesa i estima la dansa, com ho revela el tempo de vals que recorda a Antonín Dvorák, particularment pel seu matisat color instrumental. Més que l'actitud flegmàtica, aquí en la música de Nielsen destaca la disposició "juvenil distreta i dolçament oblidadissa".
- III. Andante malincolico

El tercer moviment s'obre amb accents dramàtics en els quals, adverteix Nielsen, "un tema desconsolat es desenvolupa lentament i acaba en una atmosfera dolorosa". La música desperta la idea d'algú que apunta la mirada al fons d'una ànima derrotada; en aquest moviment, completament dominat pel patetisme, segons Nielsen, s'insereix un episodi "amb un to més assossegat i resignat". Tot el moviment revela vincles amb la tradició tardoromàntica, especialment en el deixant d'Anton Bruckner, per la seva força dramàtica, intensitat i caràcter sentimental.
- IV. Allegro sanguineo

En el moviment final, Nielsen afirma que pretenia representar la imatge d'"un home convençut que el món sencer li pertany" i la naturalesa del qual és, no obstant això, bona, "encara que superficial". La música està plantejada en tons alegres i molt vius, despreocupats i gens pretensiosos i, com en el tercer moviment, la vinculació de Nielsen amb la tradició romàntica es fa patent per la incandescència inicial i cert aire enèrgic en la forma de Hector Berlioz, així com per la senzilla i delicada lleugeresa del segon tema que recorda l'art de Felix Mendelssohn. D'aquesta forma, a través de la Segona Simfonia s'aconsegueix plenament i completament el reconeixement de Nielsen a una vasta cultura romàntica, sense que per això el músic danès hagi renunciat a assegurar la seva pròpia individualitat.
Després de Nielsen, el 1940 serà Paul Hindemith qui s'inspiri en els quatre temperaments de l'home per a escriure una composició musical en la qual un tema és sotmès a variacions en el piano amb l'acompanyament d'una orquestra de corda; el compositor alemany, no obstant això, canvia l'ordre col·locant en primer lloc al melancòlic, seguit del sanguini i el flegmàtic, mentre que el colèric apareix en la variació final.

## Enregistraments

### Discografia seleccionada
- Orquestra Filharmònica de la BBC, John Storgårds (Chandos)
- Orquestra Simfònica de la Ràdio Danesa, Launy Grøndahl (Danacord)
- Orquestra Simfònica de la Ràdio Danesa, Michael Schønwandt (Alliance)
- Orquestra Simfònica de Göteborg, Neeme Järvi (Deutsche Grammophon)
- Orquestra Filharmònica Janácek, Theodore Kuchar (Clàssics Brillants)
- Orquestra Simfònica de Londres, Ole Schmidt (Conceptes musicals)
- Orquestra Simfònica Nacional d'Irlanda, Adrian Leaper (Naxos)
- Filharmònica de Nova York, Leonard Bernstein (Sony BMG)
- Hr-Sinfonieorchester, Paavo Järvi (RCA BMG) Referència
- Orquestra Real Danesa, Paavo Berglund (RCA BMG) Referència
- Real Orquestra Escocesa, Bryden Thomson (Chandos)
- Orquestra Simfònica de San Francisco, Herbert Blomstedt (Decca) Referència
- Orquestra Simfònica de la Ràdio Sueca, Esa-Pekka Salonen (Sony BMG)
- Orquestra Simfònica de la Sala de Concerts de Tivoli, Carl von Garaguly (Vox Turnabout)